# Alfonsina Juana Burga
Alfonsina Juana Burga de Pérez (2 de julio de 1948, Tigre, Buenos Aires, secuestrada desaparecida, 1 de julio de 1976, San Fernando, Buenos Aires) militante del Peronismo de Base (PB), víctima de la última dictadura cívico militar de Argentina

## Breve reseña
Trabajó como maestra en la Escuela Nº 14 de General Pacheco, zona Norte del Gran Buenos Aires. Sentía una gran pasión por la escritura y contaba con un perfil de educadora integral. Estudiaba en la Facultad de Filosofía y Letra.
Casada con Eduardo Mario Pérez, obrero gráfico, también militante del PB y preso político entre 1975 y 1981, quien es autor junto a Eduardo Luis Duhalde del libro “De Taco Ralo a la alternativa independiente. Historia documental de las Fuerzas Armadas Peronistas y del Peronismo de Base”, editado por Ediciones de la Campana en 2002.

## Secuestro y desaparición
Burga fue secuestrada en San Fernando, provincia de Buenos Aires, el 1 de julio de 1976 y asesinada el mismo día, en la RN 9, a poca distancia del lugar del secuestro. Pese a los intentos administrativos y judiciales su cuerpo no se ha podido localizar.

## Homenajes
- En el año 2001, el Honorable Concejo Deliberante de Tigre junto a la Subsecretaría de Cultura del municipio, realizaron la señalización de nombre a las ex calles 1 y 2 de General Pacheco,  por Rosa María Casariego y Alfonsina Juana Burga, respectivamente; también se descubrió una escultura y placas en homenaje.[3]
- En marzo de 2016, la Municipalidad de Tigre homenajeó a Rosa María Casariego y Juana Burga, maestras desaparecidas en el municipio.[7]